# Krisztus-rendi kolostor
A Krisztus-rendi kolostor (portugálul: Convento de Cristo) eredetileg a templomosok kolostorának épült a 12. században. A kolostor a portugál építészet és szobrászat 7 évszázadot (12.-18. század) felölelő múzeuma. Mint Portugália legjelentősebb történelmi és kulturális emlékhelye 1983-ban felkerült a világörökség listájára.

## Története
A kolostor eredetileg a 12. században a templomos rend kolostorának épült. Miután a rendet a 14. században pápai parancsra feloszlatták, Dénes király 1319-ben XXII. János pápa engedélyével új lovagrendet alapított: teljes nevén a Mi Urunk Jézus Krisztus lovagrendet. Az új rend 1334-ben foglalta el a templomosok megüresedett kolostorát Tomarban.
A kolostor templomát a 12. században a jeruzsálemi sírtemplom mintájára emelték a hozzá csatlakozó kerengővel és káptalani házzal. I. Mánuel korában készült a körtemplomhoz csatlakozó bővítés egy földalatti altemplommal és az ehhez csatlakozó Szent Barbara kerengővel. A Szent-Barbara kerengőt díszíti a Mánuel-stílus legnevezetesebb alkotása, a tomari díszablak.
III. János tovább bővítette a kolostort: több kerengőt, szerzetesi épületeket, cellákat, konyhát stb. Ezek az építkezések 1600-as évek legelején készültek el. Ekkor építették a spanyol megszállók a kolostor 5 km hosszú vízvezetékét. 
1843-ban megszűnt a kolostorban a szerzetesi élet, és Portugália legnagyobb épületegyüttesét Tomar grófja vásárolta meg, aki gondoskodott fenntartásukról. A kolostor 1910-ben szállt az államra. 1983-ban vették fel a világörökségi listára.

## A templom

A templom alaprajza

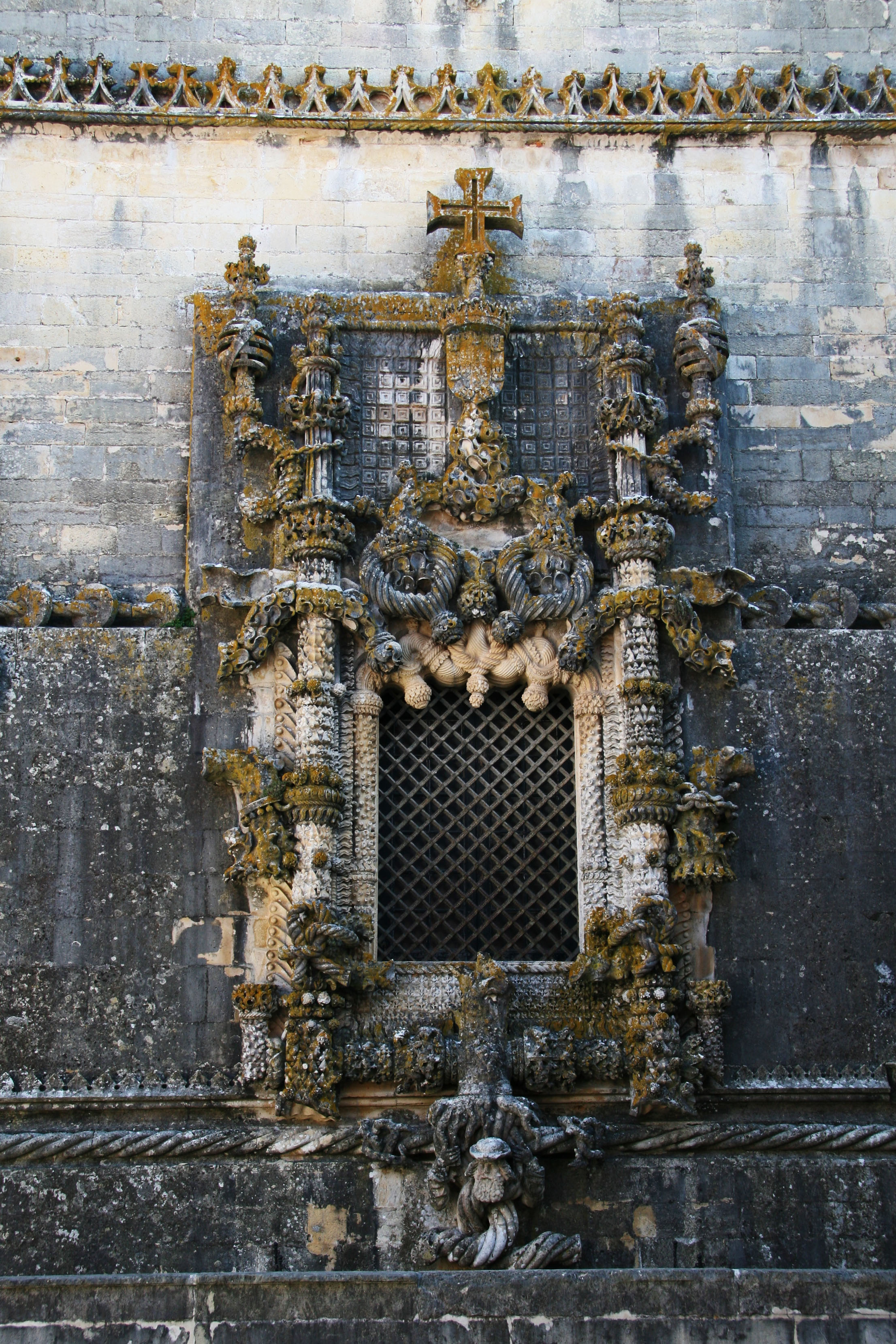
A templom díszablaka

A templom legrégebbi része a templomosok által a 12. században a jeruzsálemi Szent Sír-templom mintájára épült körtemplom. Ennek külső fala egy 16 oldalú szabályos sokszög, robusztus pillérekkel, kerek ablakokkal, kupolával. A belső tér egy szabályos nyolcszög, amelyeket gótikus oszlopok fognak össze. A középtért egy szentélykörüljáró övezi, amelyet gazdagon díszítenek a 16. századból származó bibliai témájú festmények és Mánuel-stílusú plasztikák. Az alaprajz a jeruzsálemi Szent Sír-templom alaprajzát követi. A 4. századtól kezdve több ilyen körtemplom épült, azonban olyan hűséggel, mint a tomari, egyik sem őrizte meg eredeti formáját.
1510-ben határozták el, hogy a körtemplomot kiegészítik egy templomhajóval. Ennek a templomhajónak az elkészülését követően az eredeti körtemplom vált a templom szentélyévé a főoltárral és körben a szentélykörbejáróval. A templomhajó nyugati végén nem alakítottak ki bejáratot. Diogo de Arruda mindössze egy Mánuel-stílusú díszablakkal törte meg a templomhajó nyugati falát. Az ablakon a Mánuel-stílus minden eleme megfigyelhető: a Krisztus-rend keresztje, korallok és növényi motívumok.
A templom bejárataként két oldalportál szolgál, amelyek szintén igen gazdagon díszítettek, egyik oldalon Szűz Mária a kisdeddel, a másikon az ótestamentumi próféták díszítik. A templombelső szintén Mánuel-stílusban kialakított berendezését a 19. század elején francia katonák tönkretették.

## A kerengők
A Krisztus-rendi kolostorban, Portugália legnagyobb épületkomplexumában 7 belső kerengőt találunk. Ezek kivétel nélkül a 15. és a 16. században épültek. A kerengők közül a turisták csak 6-t látogathatnak. A cipó kerengő, a kolostor északnyugati oldalán nem látogatható. 
- A Nagy kerengő
- A Mosodás kerengő
- A Temető kerengő
- A vendégek kerengője
- Szent-Barbara kerengő
- A hollók kerengője
- A cipó kerengő

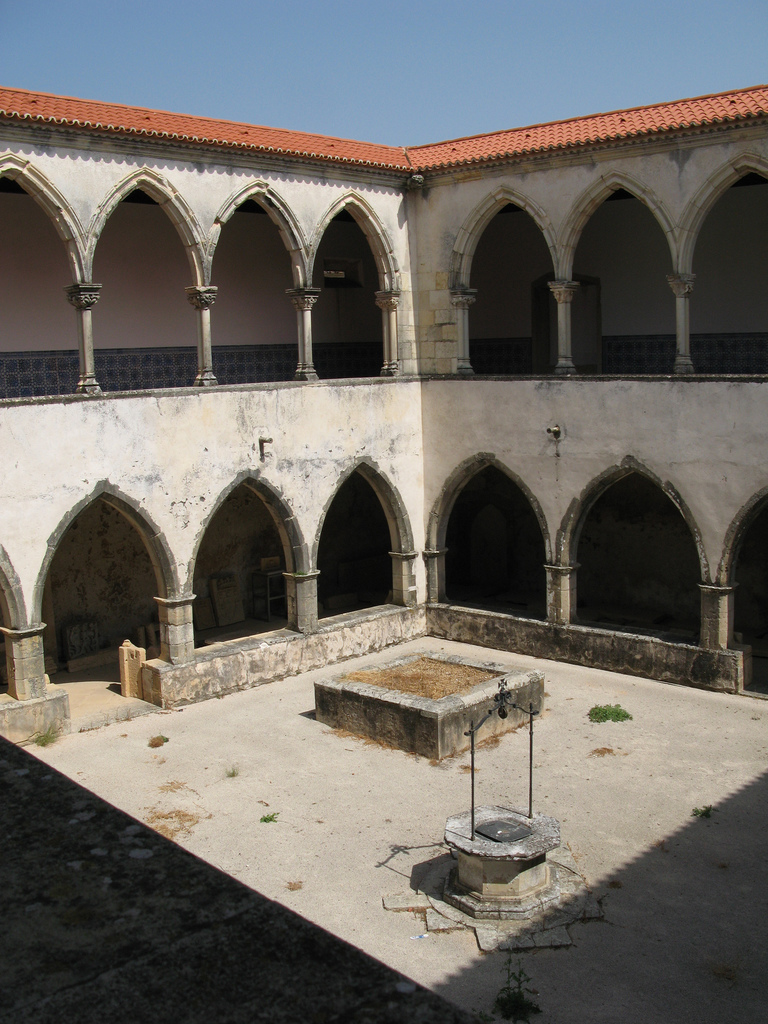
Mosodás kerengő
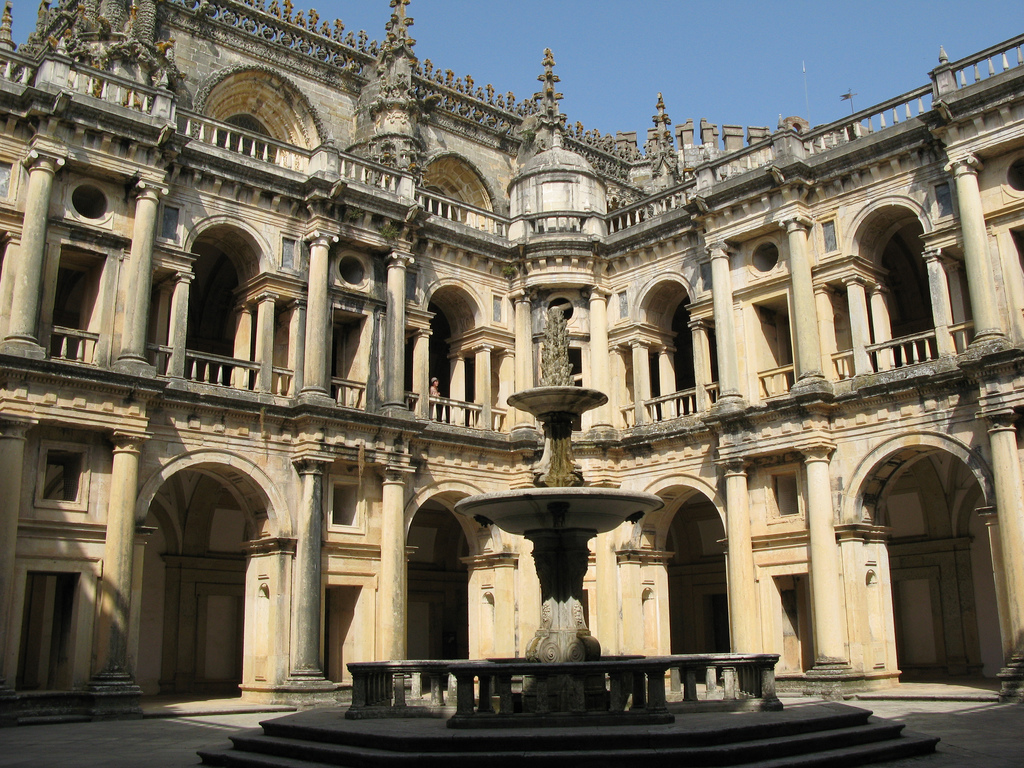
Nagy kerengő
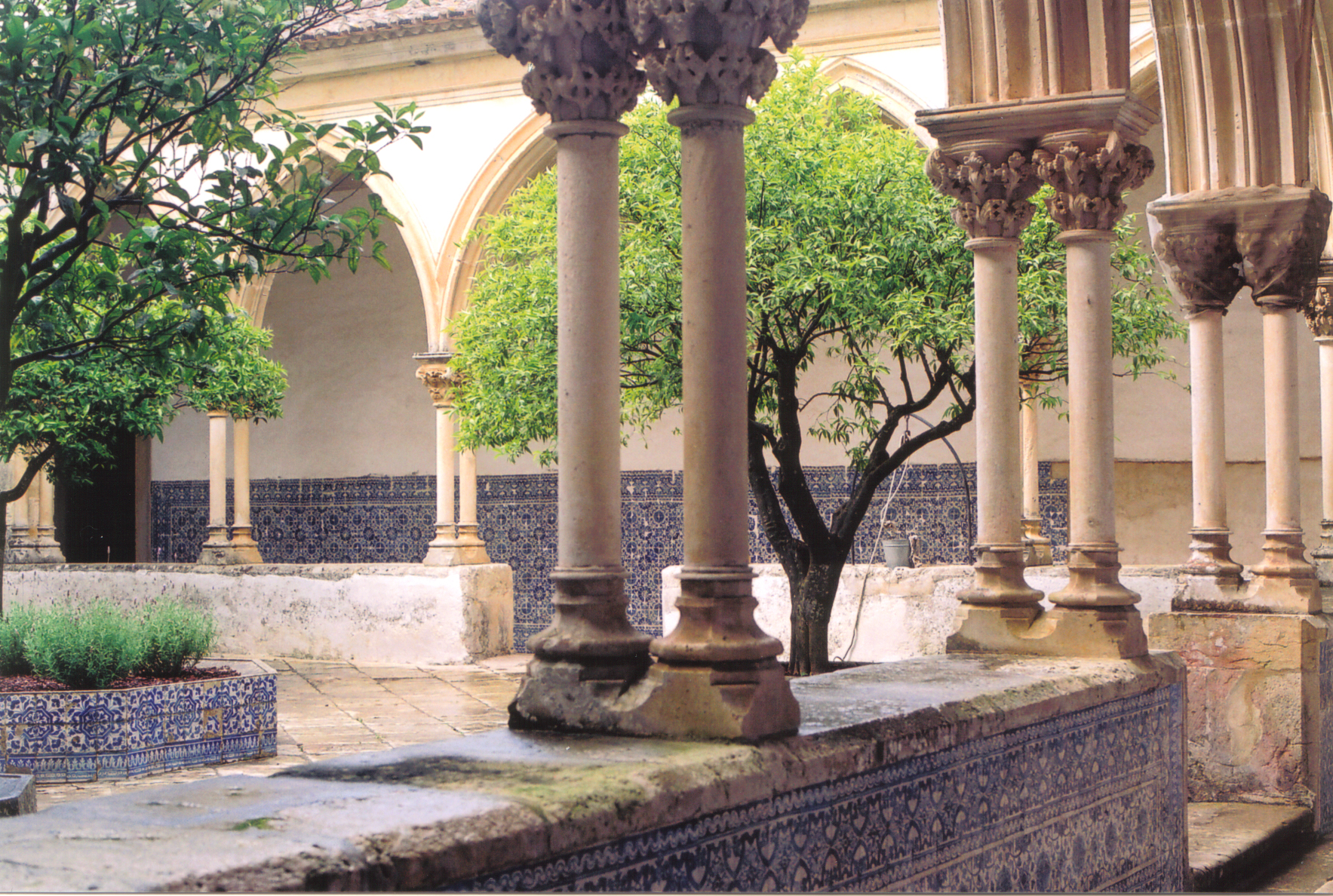
Temető kerengő
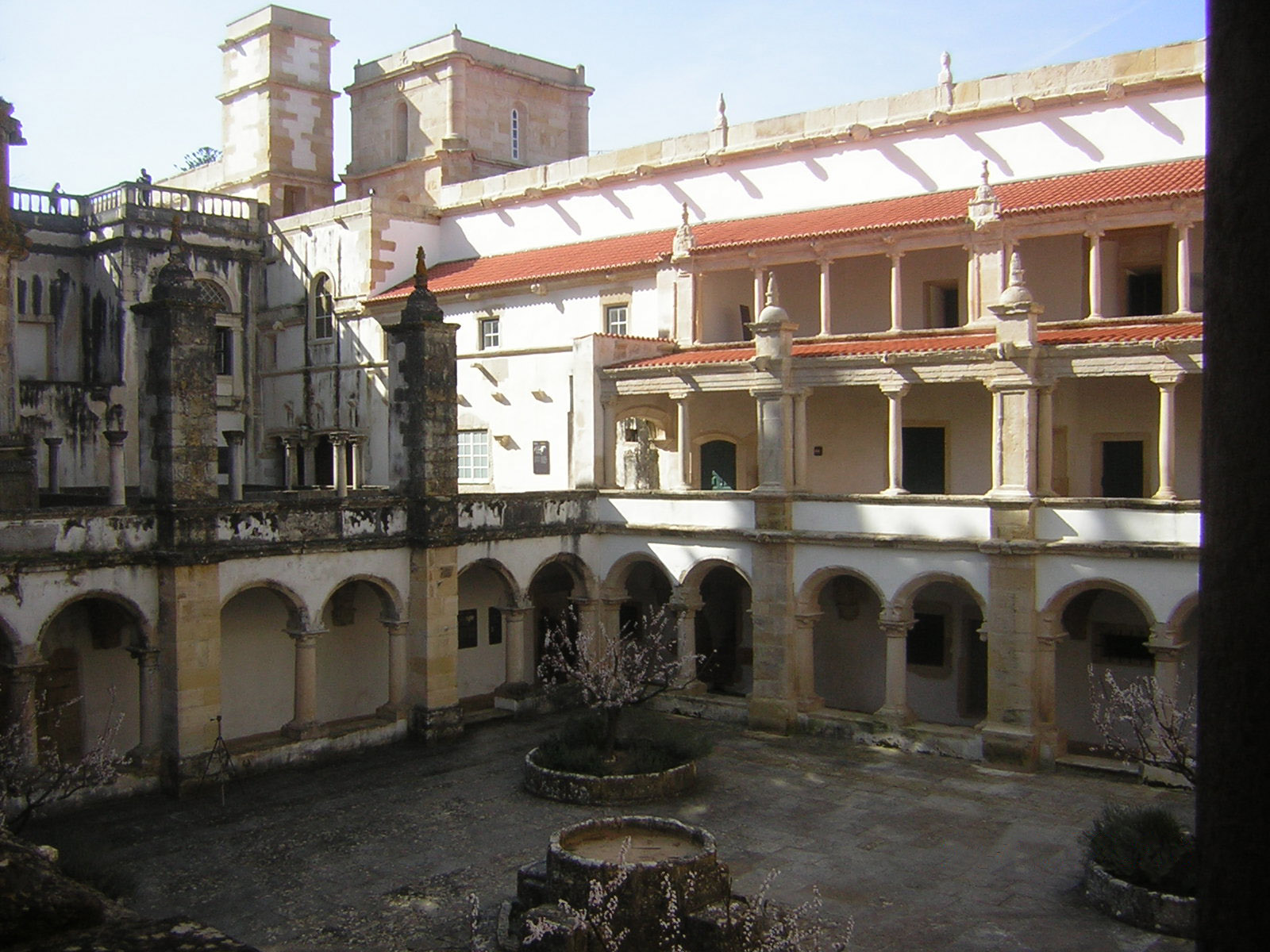
A vendégek kerengője
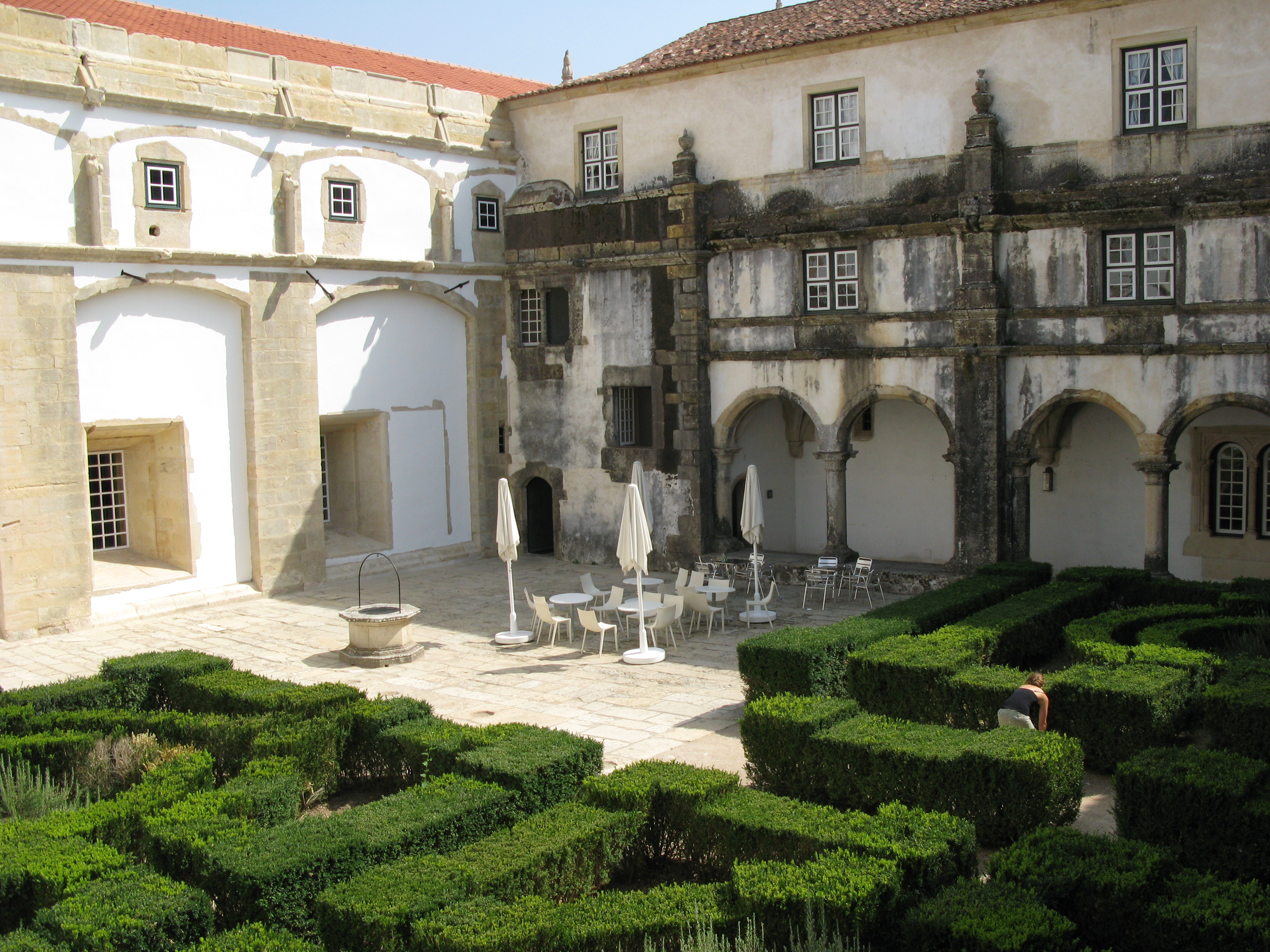
A hollók kerengője
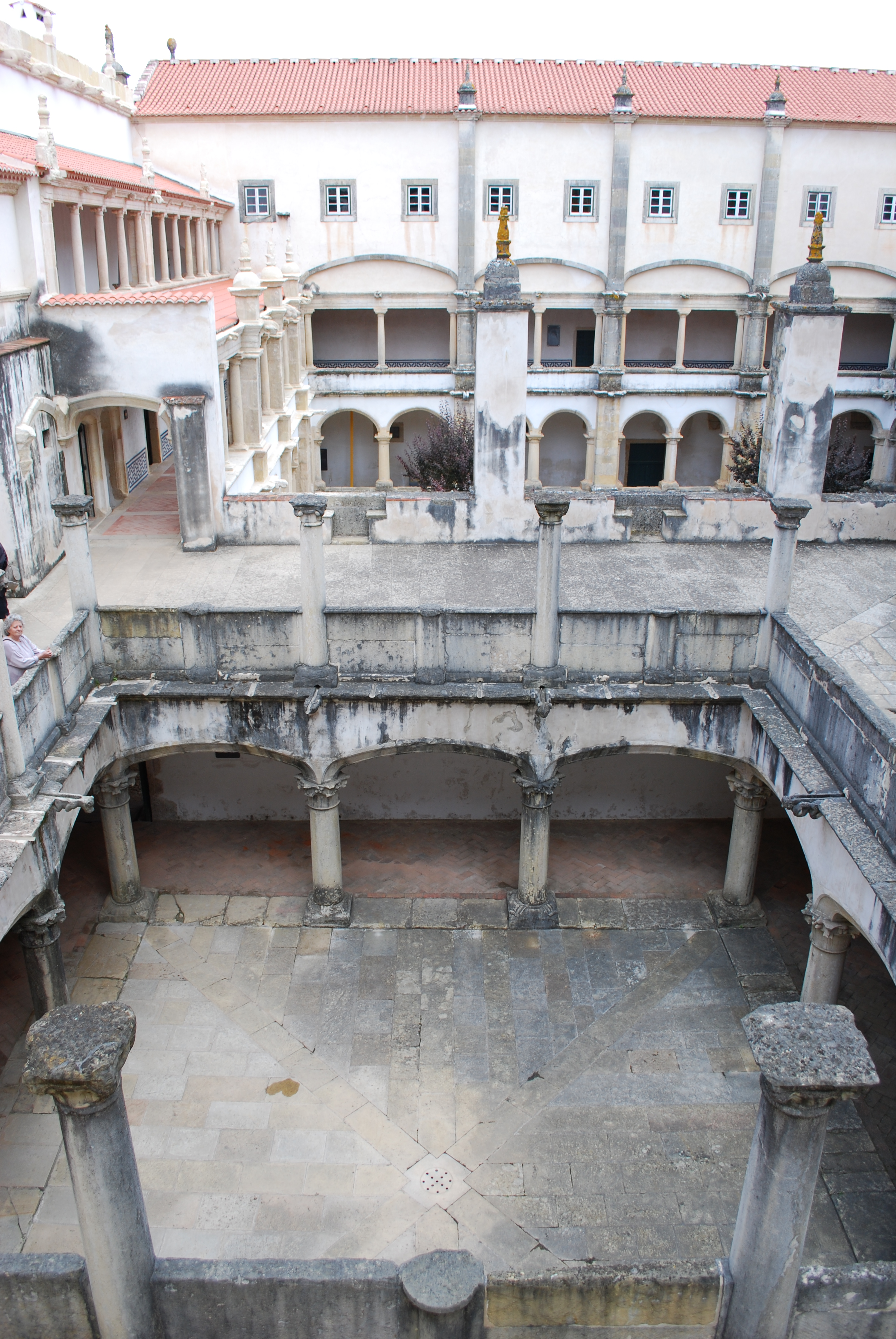
Szent-Barbara kerengő